# Keen'V
Kevin Bonnet, noto con gli pseudonimi Keen'V o Keen V (Rouen, 31 gennaio 1983), è un cantante francese.

## Carriera

### Infanzia e debutto
Kevin ha studiato al André Maurois College di La Saussaye e alla Ferdinand Buisson High School di Elbeuf. Successivamente diventa volontario nel corpo dei vigili del fuoco a Amfreville-la-Campagne oltre che diventare disc jockey e presentatore presso la discoteca Moulin Rose.
Nel 2005 incontra il compositore Fabrice Vanvert e insieme compongono le prime canzoni Loco salsa e Soca soca te quiero. Keen'V incontra i cantanti e Obed e L'Raya e insieme pubblicano un video musicale dal titolo Dancehall Musik composto da Fab'V. Pochi mesi dopo, incontra DJ Yaz, che propone di diventare il suo produttore. Successivamente ottiene un contratto con la Universal Music che gli consente di pubblicare i suoi album. Nel 2007 ha incontrato Toy Nawaach, un ballerino di Limoges che diventa il suo compagno sul palco durante i concerti.

### Phenom'N (2008)
Nel 2008 si è fatto conoscere in rete con la sua canzone À l’horizontale, una canzone particolarmente esplicita, tratta dal suo primo album chiamato Phenom'N, in cui gran parte delle canzoni fa riferimento all'atto sessuale. Con 2 milioni di visualizzazioni su Youtube, Keen'V è stato incoraggiato a continuare. Nello stesso genere, ha pubblicato Jeux sensuels, molto ascoltato nelle discoteche francesi. Da Phenom'N uscito il 17 novembre 2008 ha tratto i singoli À l’horizontale, Jeux sensuels e Mytho.
Nel 2009, il cantante torna con nuovi singoli: Le Son Qui Bam Bam, cover della canzone Le Sampa di Richard Gotainer e À la pêche aux moules che deriva dalla canzone Je veux y retourner (à la pêche aux moules) di Jacques Martin.

### Carpe Diem (2011-2012)
Il suo secondo album in studio, Carpe diem, è uscito nel 2011. Il titolo J'aimer trop, diventa uno dei tormentoni estivi, il singolo è al quinto posto nella Top 40. Questa canzone è stata scritta nel 2008 come tributo a Miss Francia 2008 Valérie Bègue. Il 18 luglio, ha rilasciato il singolo Prince charmant, il titolo ha raggiunto il primo posto nei primi 40 delle chart francesi. La clip esce su YouTube il 19 settembre, dura 5 minuti e le riprese si sono svolte a Marsiglia. Nella canzone Explique moi, parla dei pericoli della guida da ubriachi e del danno che stanno facendo.
Nel dicembre 2011, ha rilasciato il singolo Les Mots, che ha raggiunto il primo posto nella top 40 delle chart francesi oltre che al quarto posto nella classifica Ultratop 50 in Belgio. È certificato disco d'oro e di platino dopo aver venduto 120 000 copie.

### La vie est belle (2012-2013)
Il 28 gennaio 2012 è stato eletto "Rivelazione dell'Anno francese" agli NRJ Music Awards di Cannes. Il suo terzo album dal titolo La vie est belle è stato pubblicato nel 2012, ha raggiunto il secondo posto nelle vendite. È preceduto dal singolo Ma vie au soleil che raggiunge il secondo posto nella classifica in Francia ma anche il primo posto in Belgio. La clip è stata pubblicata il 12 giugno 2012 e le riprese si sono svolte a La Réunion.
Il 19 novembre 2012 viene rilasciato un nuovo singolo Elle t'a maté e raggiunge il numero 1 nella classifica Top40 delle canzoni più popolari nelle discoteche in Francia. Nel brano Où va le monde, il cantante parla di carestia e AIDS. La canzone Clara non si riferisce a Clara Morgane, la sesta canzone dell'album Heroine è cantata su un ritmo Rock. In questo album, Lorelei.B ha accompagnato il fratello in due canzoni: Encooore e Faut que je m'en aille. Diventa disco di platino certificato dopo aver venduto 130 000 copie.

### Ange ou Démon (2013-2014)
Nel 2013, ha pubblicato il singolo Ça va le faire, la clip è stata pubblicata il 15 aprile 2013.
Il 26 giugno 2013, ha svelato un estratto di 1 minuto 31 dal titolo Ta gueule. Il 30 giugno 2013, ha pubblicato il video del singolo La vie du bon côté con sua sorella Lorelei.B, girato a Ibiza. Il 17 luglio, svela il suo secondo singolo  Copine de b..... L'album Ange ou Démon viene pubblicato il 29 luglio 2013.È certificato oro in Francia con poco meno di 100 000 copie vendute, meno di un'ora dopo la sua uscita su ITunes, l'album diventa numero uno delle vendite in Francia.
Nell'ottobre del 2013 decidere di aggiungere tre date al Bataclan. Il singolo La Vie du bon côté è al secondo posto nella top 50.
Il 19 dicembre, il video musicale Petite Émilie viene pubblicato sul suo canale Youtube ufficiale, questa canzone parla di bullismo. Nel 2014 ottiene il doppio platino con oltre 200 000 copie vendute.

### Saltinbanque (2014-2015)
Nel 2014 prepara un nuovo tour e l'uscita del quinto album chiamato Saltinbanque che viene successivamente pubblicato il 28 luglio, viene rilasciato poi il singolo Dis-Moi Oui (Marina), il clip è stato girato a Malaga. Il 14 luglio, rivela il singolo Saltinbanque, il 21 luglio, una settimana prima dell'uscita dell'album, rivela il nuovo singolo Certains m'appellent.
Il 18 agosto 2014, con oltre 50 000 copie vendute, viene certificato disco d'oro.
Pochi giorni dopo, sale a 80 000 copie vendute e rimane il numero 1 delle vendite francesi nel "top album". Il 1 ° settembre è uscito l'inno di Kiss And Love per Sidaction che raccoglie 120 artisti tra cui Keen'V.
Il 10 settembre Saltinbanque è certificata disco di platino con 100 000 copie vendute in 1 mese. L'album rivela nuovi stili latini e balcanici. Il 23 settembre, annuncia le date del tour che vanno presto in sold-out.
Il 1 ° ottobre, ha pubblicato il video clip di J'me bats pour toi, il 14 dicembre invece pubblica il video clip della canzone Viens je t'emmène, girato alle Mauritius.

### Là où le vent me mène (2015-2016)
Il 10 agosto 2015, svela il titolo del suo sesto album: Là où le vent me mène. Il 3 settembre, viene svelato alla radio il singolo Un monde meilleur e la sua uscita digitale è prevista per il 7 settembre. Il 18 settembre 2015, svela la clip di questo pezzo. Il 23 settembre ha svelato le prime date del suo tour del 2016. Il 2 ottobre, sul suo canale YouTube, ha svelato una web-clip intitolata J'ai Piscine dove partecipa l'attore Rayane Bensetti.
Con il suo nuovo tour esegue circa 40 date. L'album esce ufficialmente il 23 ottobre e diventa disco di platino certificato con oltre 100 000 copie vendute.
Nel febbraio 2016, Keen'V è anche apparso come featured di Willy William nel singolo On s’endort. Il 17 maggio 2016, ha pubblicato il video di Sally, le cui riprese si sono svolte in Bretagna. Nel dicembre 2016, Rien qu'une fois che supera i 55 milioni di visualizzazioni su YouTube, è certificato Single Gold. Il 10 giugno 2016 ristampa il suo ultimo album e include i successi e bonus inediti tra cui Sally e Celle qu'il te faut  (feat Glory), pubblicato il 10 giugno 2016.
Nel 2016, il suo album è certificato doppio disco di platino con oltre 200 000 copie vendute.

### 7 (2017)

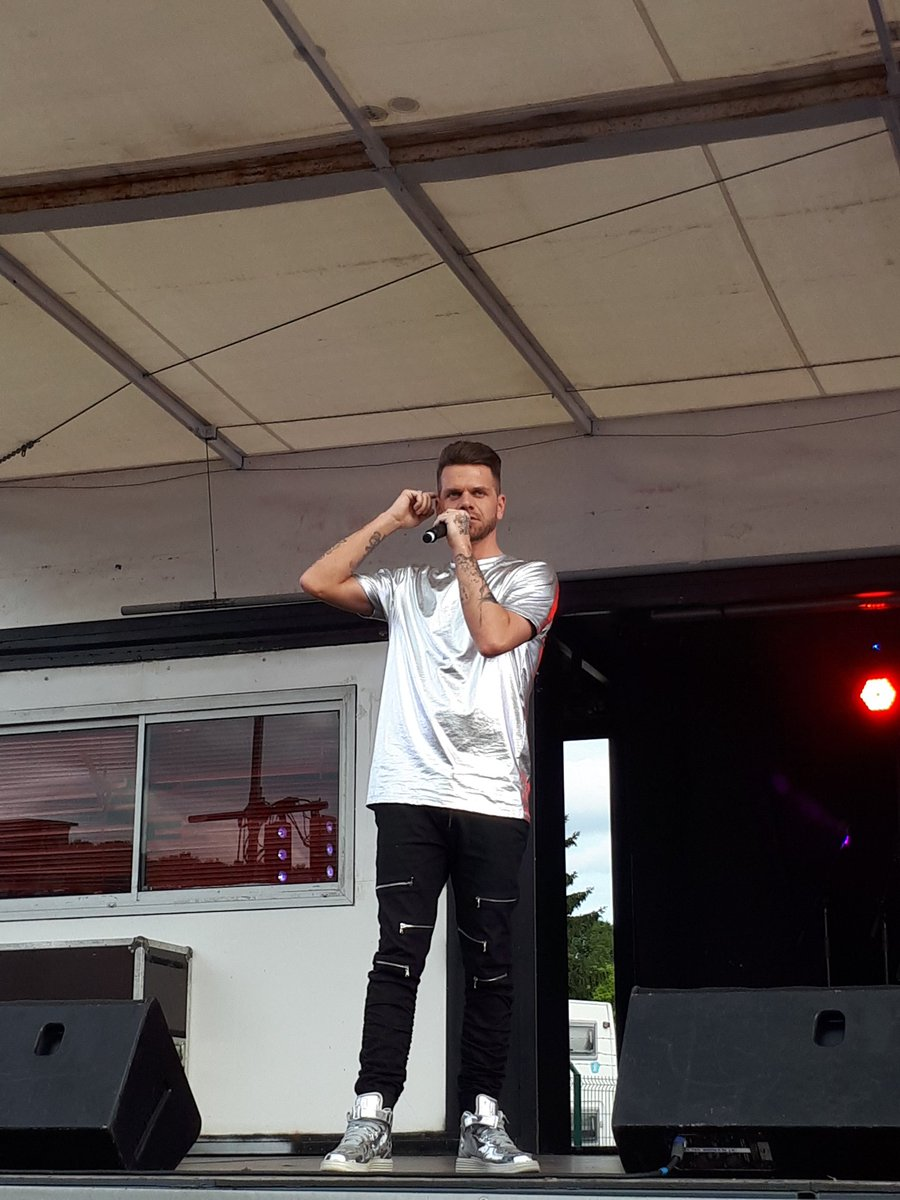
Keen'V in concerto

A settembre 2016, il cantante inizia a registrare il suo settimo album. Tramite social network svela il nome dell'album che si chiamerà 7 poiché è il suo settimo album. A febbraio svela il singolo Elle A. Il 7 aprile 2017 ha pubblicato il video girato a Lisbona. Il 7 giugno 2017, ha annunciato il suo tour intitolato 7Tour, in riferimento al titolo del suo ultimo album. Il 7 luglio 2017 esce il suo album dal titolo 7. In questa nuova opera la cantante si è concentrata su diversi stili musicali di Afro, Ragga, Reggaetón e L'album diventa numero 1 di Itunes nella classifica degli album più scaricati. Dopo 1 settimana è il numero uno delle vendite di album con 27 890 copie vendute, subito dopo diventa certificato disco d'oro con 50.000 vendite. In soli sei anni, ha raggiunto 1 200 000 album venduti, è uno dei cantanti più famosi in Francia con quasi 2 milioni di fan sulla sua pagina Facebook.

Il 17 settembre 2017, pubblica su YouTube, la clip del suo ottavo singolo: Un métier sérieux. Il 4 ottobre 2017, ha pubblicato il singolo Le chemin de la vie su YouTube. Il 4 novembre 2017 è stato nominato nella canzone francofona dell'anno con il titolo "Elle a" agli NRJ Music Awards.
All'inizio di novembre 2017, ha pubblicato la ristampa dell'album 7 (di cui 7 brani inediti) il cui titolo Pour se détendre cantato su un ritmo Reggae.
Alla fine di dicembre, su Snapchat, il cantante annuncia che dopo il suo ottavo album (in programma) e il tour con il quale seguirà, farà una "pausa" per concentrarsi su altri progetti.
Il 1 ° gennaio 2018, il cantante ha svelato pubblicato il video musicale della canzone Le plus beau des cadeaux, in duo con sua sorella Lorelei.B. La clip è stata girata in Finlandia.
Il 23 febbraio 2018 parte con il suo 7Tour a Ginevra in Svizzera.

## Discografia

### Album
- 2008 - Phenom'N
- 2011 - Carpe diem
- 2012 - La vie est belle
- 2013 - Ange ou démon
- 2014 - Saltinbanque
- 2015 - Là où le vent me mène
- 2017 - 7

### Singoli
- 2009
  - Le son qui bam bam
- 2011
  - J'aimerais trop (featuring SAP)
  - Prince charmant
- 2012
  - Les mots
  - Petite Émilie
  - Elle t'a maté (Fatoumata)
- 2013
  - Ça va le faire
  - La vie du bon côté
  - Moti'V
- 2014
  - Dis-moi oui (Marina)
  - Certains m'appellent
  - Saltinbanque
  - J'me bats pour toi
- 2015
  - Un monde meilleur
- 2016
  - Rien qu'une fois
  - Celle qu'il te faut (featuring Glory)
- 2017
  - Elle a
  - Le chemin de la vie
  - Un métier sérieux - Le plus beau des cadeaux (feat. Lorelei B)

## Tour
- 2015 - SaltinbanqueTour
- 2016 - LOLVMMTour
- 2018 - 7Tour

## Premi e nomination
| Anno | Cerimonia        | Brano              | Categoria                               | Risultato       |
| ---- | ---------------- | ------------------ | --------------------------------------- | --------------- |
| 2012 | NRJ Music Awards | Lui-même           | Révélation francophone de l'année       | Vincitore/trice |
| 2013 | NRJ Music Awards | Lui-même           | Artiste masculin francophone de l'année | Candidato/a     |
| 2013 | NRJ Music Awards | Les mots           | Chanson francophone de l'année          | Candidato/a     |
| 2013 | NRJ Music Awards | Lui-même           | Artiste masculin francophone de l'année | Candidato/a     |
| 2013 | NRJ Music Awards | La vie du bon côté | Chanson francophone de l'année          | Candidato/a     |
| 2014 | NRJ Music Awards | Lui-même           | Artiste masculin francophone de l'année | Candidato/a     |
| 2017 | NRJ Music Awards | Elle a             | Chanson francophone de l'année          | Candidato/a     |